# Tempio di Umananda
L'Umananda Devaloi (Pron: ˈʊməˌnændə ˈdeɪvəˌlɔɪ, in italiano Tempio di Umananda) è un tempio dedicato al dio Shiva, situato sull'isola di Umananda, in mezzo al fiume Brahmaputra, nei pressi di Guwahati. Fu costruito per ordine del re Gadadhar Singha, appartenente alla dinastia Ahom, devoto appartenente alla corrente dello Shivaismo.
Il tempio è costruito sulla sommità di una piccola altura, nota localmente come Bhasmacala.

## Nel mito
Secondo la mitologia indiana, il dio Shiva creò l'isola soltanto per il piacere e la felicità della moglie Parvati. Si crede che lo stesso Shiva abbia vissuto qui sotto forma di Bhayananda. Secondo altri miti, egli bruciò su queste stessa isola Kama con il suo terzo occhio accusandolo di aver interrotto la sua profonda meditazione. Per questo motivo l'isola è alternativamente chiamata anche Bhasmachal, che in assamese vuol dire "mucchio di ceneri".

## Storia
Il tempio fu costruito nel 1694 per ordine del re Gadadhar Singha (1681 – 1696), appartenente alla dinastia Ahom. Il tempio originale fu tuttavia distrutto nel 1897 da un violento terremoto. Successivamente, esso fu ricostruito per iniziativa di un ricco mercante locale che aggiunse all’interno elementi riconducibili al Vishnuismo.
Il tempio fu uno dei pochi a essere risparmiati dalla furia distruttrice di Aurangzeb, sovrano dalla fervente fede islamica e responsabile di diverse devastazioni di templi indù.

## Struttura e interni
Il tempio conserva alcune figure scavate nella roccia, preziosa testimonianza della maestria degli artigiani dell'Assam. Queste sculture, tra l'altro, rivelano che nel tempio i fedeli adoravano tutti gli dei indù, non soltanto Shiva. All'interno si trovano raffigurazioni di Sūrya, Ganesha, Shiva e Devī (con uno scorpione come simbolo), oltre a quelle di Visnù e delle sue dieci incarnazioni (avatar). Il santuario principale è raggiungibile tramite una rampa di scale piuttosto ripida.

## Galleria d'immagini

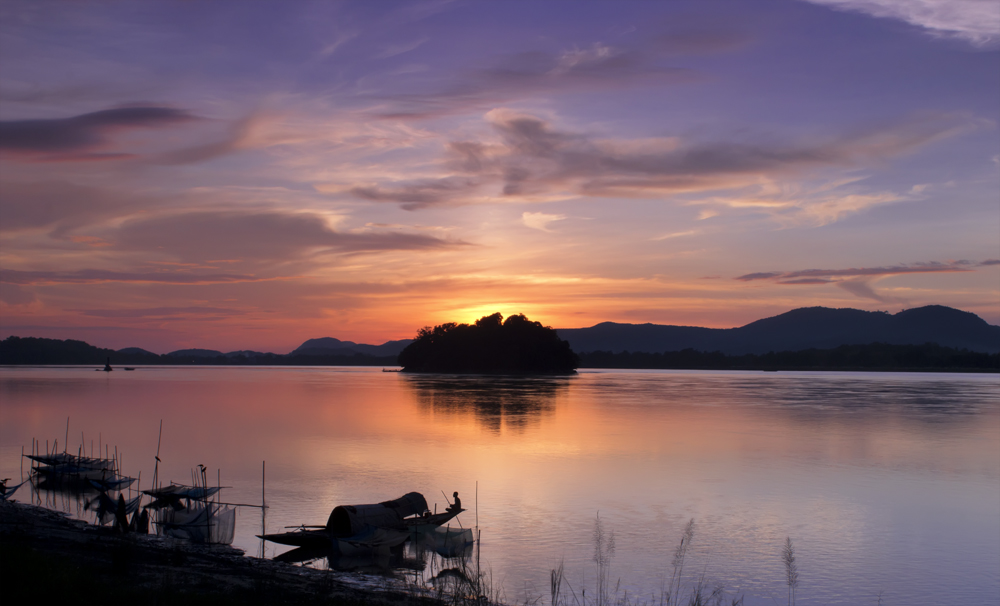
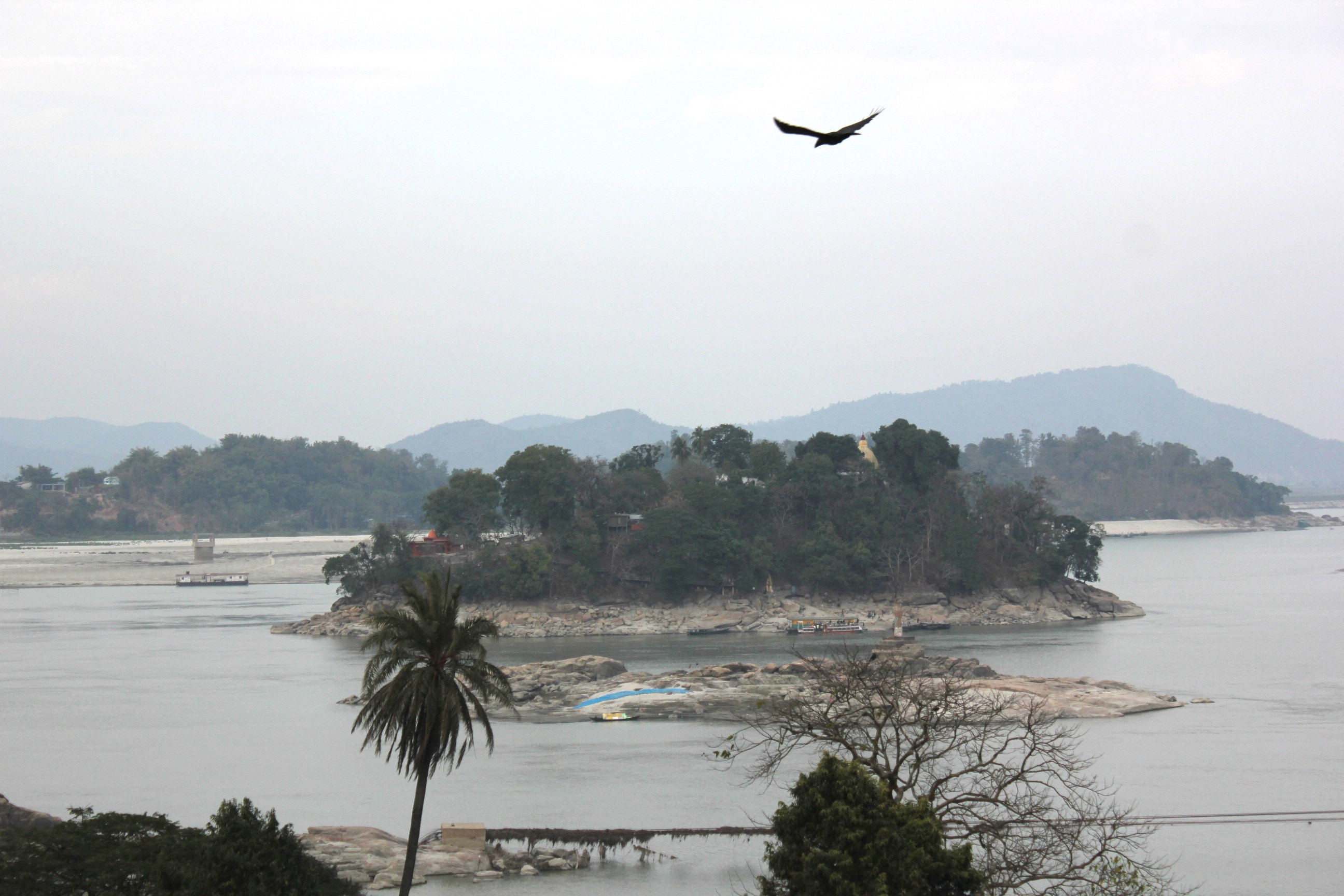